# Gustave Lemoine

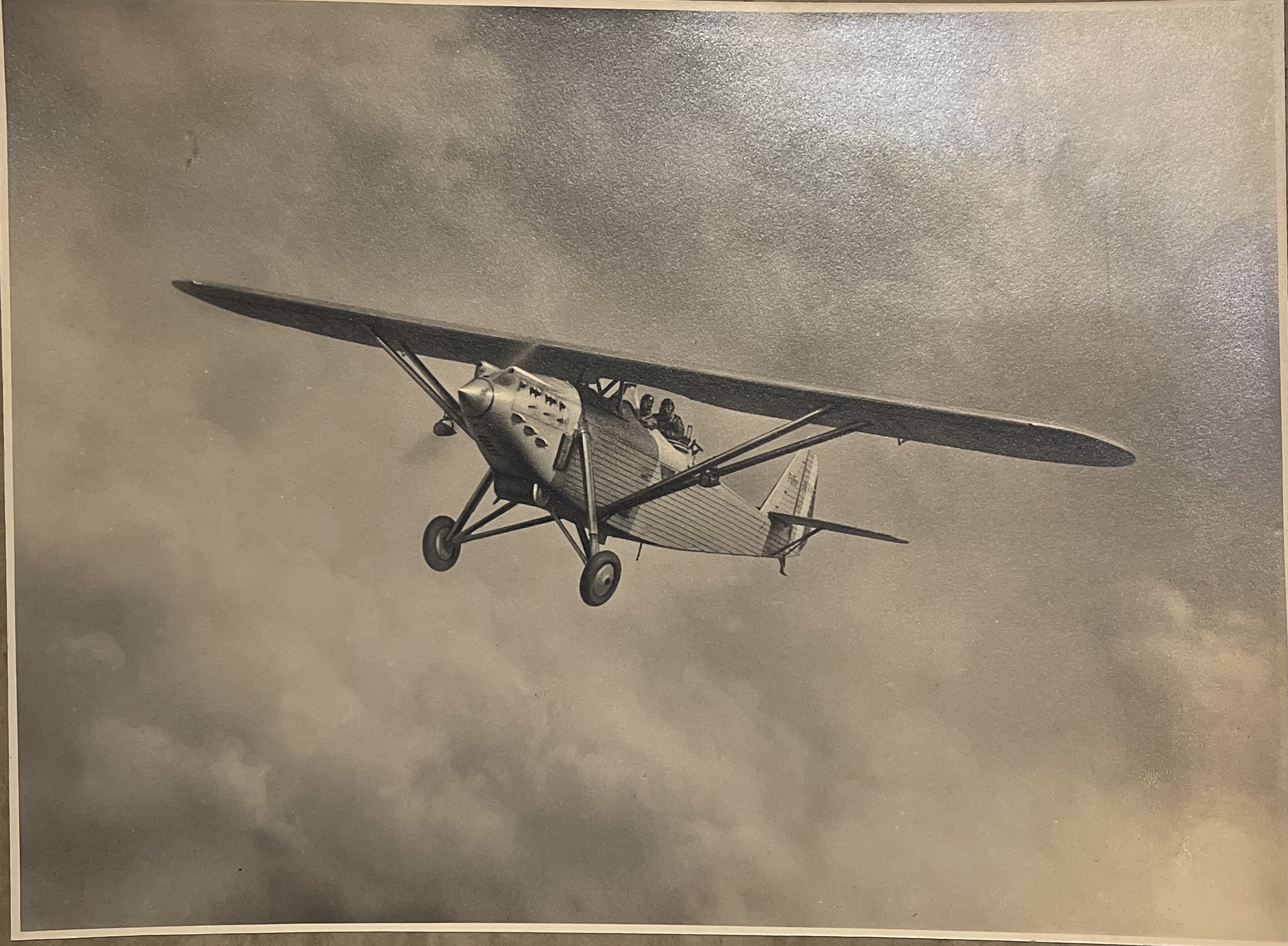
L'avion Potez 39 piloté par Gustave Lemoine

Gustave Lemoine, né le 19 décembre 1902 à Trémeur (Côtes-du-Nord) et mort accidentellement le 1er octobre 1934 à Pozières (Somme),, était un aviateur français. Pilote d'essai chez Potez, il était détenteur de plusieurs records mondiaux de vitesse et d’altitude.

## Biographie
Gustave Lemoine semble avoir commencé son instruction à l'école d'aviation Nungesser, à Orly, le 1er juin 1921 et cumule, au 30 août 1921, 40 heures et 10 minutes de vol et 139 atterrissages. Il obtient ainsi le brevet militaire de pilote d'avion le 31 août 1921, no 19105. Il arrive à Istres le 10 octobre 1921 pour commencer son perfectionnement qui se termine le 26 février 1922. Il part alors au 2e régiment d'Aviation de Chasse, à Strasbourg, le 3 mars 1922, au sein de la 1re escadrille. Il  y restera au moins jusqu'en juin 1925 avec un passage à l'école de tir aérien de Cazaux du 4 au 18 septembre 1922. Il sera ensuite au 34e régiment d'Aviation du Bourget. 

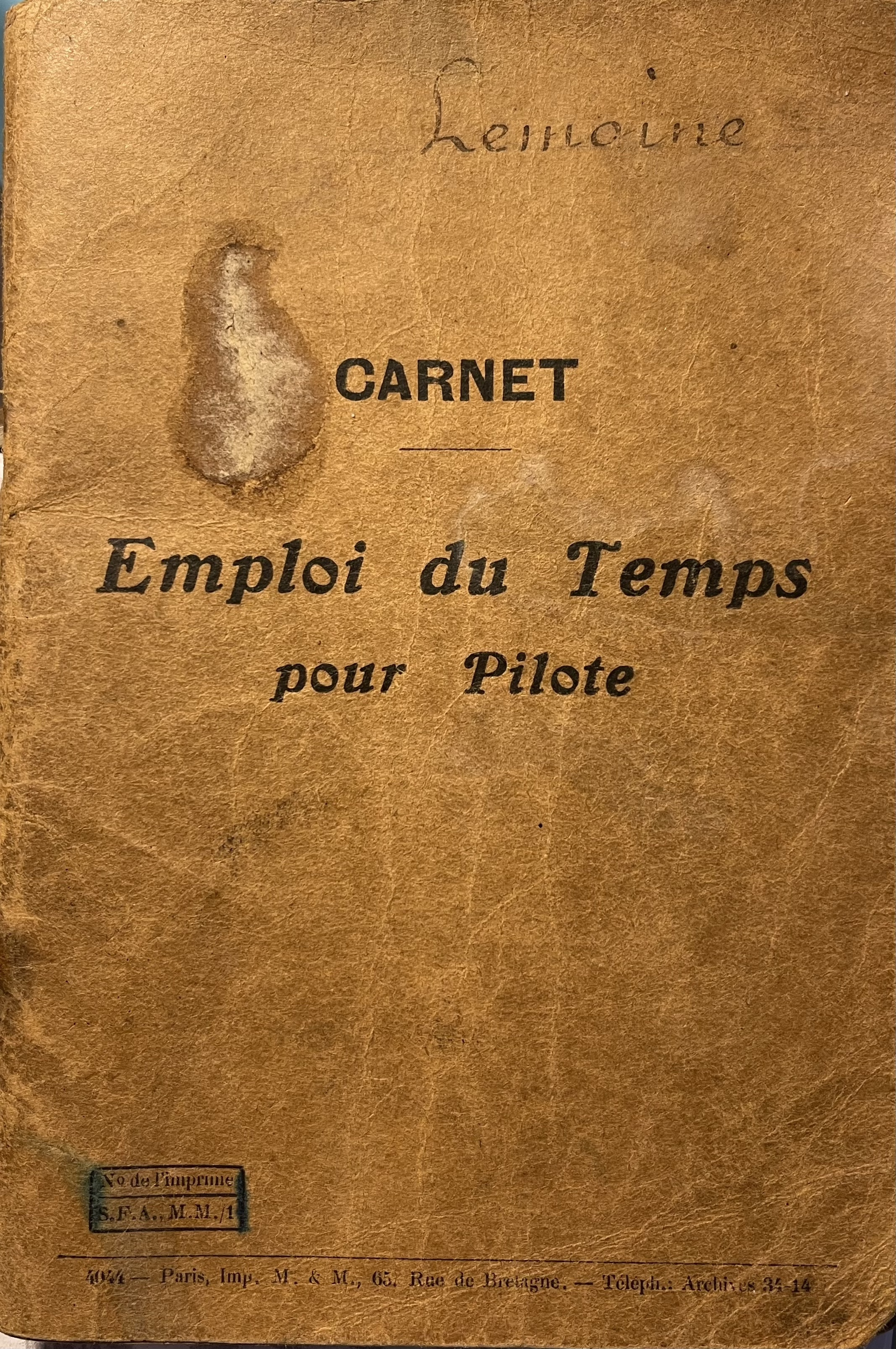
Carnet de Vol de Gustave Lemoine

Détenteur de plusieurs records, il bat notamment le record d'altitude le 28 septembre 1933 sur un avion Potez 506 en montant à 13 661 m (le précédent record étant à 13 404 m). Cet avion détient toujours le record d'altitude sans pressurisation, 14 843 m, obtenu par Georges Détré le 14 août 1936. Son record lui valut un banquet, le 20 octobre 1933, en présence du ministre de l'Air, Pierre Cot, lors duquel il fut fait chevalier de la Légion d'Honneur. Le 28 octobre 1933, Charles Lindbergh vient à Villacoublay afin de voir l'avion avec lequel il a établi son record.

Le 1er octobre 1934, il essaie un prototype gros porteur Henry Potez 41-quadrimoteur Hispano 860 CV à compresseur et à réducteur (12 YBRS) et à train d'atterrissage escamotable. À 1 000 mètres d'altitude, il y aurait eu une rupture des commandes de profondeur. Lemoine saute, avec son parachute Aerazur qui ne s'ouvre pas. Il meurt sur le coup. Ses funérailles ont lieu à l'Église Notre-Dame-d'Auteuil le 6 octobre et il est enterré au cimetière de Saint-Ouen. 
Il sera cité à l'ordre de la Nation le 6 décembre 1934.